# Beša (Nitra)
Beša é um município da Eslováquia, situado no distrito de Levice, na região de Nitra. Tem 7,28 km² de área e sua população em 2018 foi estimada em 642 habitantes.

## Demografia
| Ano:        | 1994 | 2004   | 2014   | 2024   |
| ----------- | ---- | ------ | ------ | ------ |
| Broj ljudi: | 704  | 666    | 650    | 635    |
| Razlika:    |      | -5,39% | -2,40% | -2,30% |

| Ano:               | 2023 | 2024   |
| ------------------ | ---- | ------ |
| Número de pessoas: | 626  | 635    |
| Diferença:         |      | +1,43% |